# Comuna Vatra Moldoviței, Suceava
Vatra Moldoviței este o comună în județul Suceava, Bucovina, România, formată din satele Ciumârna, Paltinu și Vatra Moldoviței (reședința).
Comuna Vatra Moldoviței este compusă din satele Vatra Moldoviței, Paltinu și Ciumârna. În localitatea Vatra Moldoviței se află Mănăstirea Moldovița.

## Demografie
Componența etnică a comunei Vatra Moldoviței
     Români (73,78%)
     Ucraineni (12,94%)
     Alte etnii (13,28%)
Componența confesională a comunei Vatra Moldoviței
     Ortodocși (84,52%)
     Penticostali (1,08%)
     Alte religii (0,93%)
     Necunoscută (13,47%)
Conform recensământului efectuat în 2021, populația comunei Vatra Moldoviței se ridică la 3.779 de locuitori, în scădere față de recensământul anterior din 2011, când fuseseră înregistrați 4.099 de locuitori. Majoritatea locuitorilor sunt români (73,78%), cu o minoritate de ucraineni (12,94%). Din punct de vedere confesional, majoritatea locuitorilor sunt ortodocși (84,52%), cu o minoritate de penticostali (1,08%), iar pentru 13,47% nu se cunoaște apartenența confesională.

## Politică și administrație
Comuna Vatra Moldoviței este administrată de un primar și un consiliu local compus din 13 consilieri. Primarul, Virgil Saghin[*], de la Partidul Național Liberal, este în funcție din 2008. Începând cu alegerile locale din 2024, consiliul local are următoarea componență pe partide politice:
|  | Partid                           | Consilieri | Componența Consiliului | Componența Consiliului | Componența Consiliului | Componența Consiliului | Componența Consiliului | Componența Consiliului | Componența Consiliului | Componența Consiliului |
|  | -------------------------------- | ---------- | ---------------------- | ---------------------- | ---------------------- | ---------------------- | ---------------------- | ---------------------- | ---------------------- | ---------------------- |
|  | Partidul Național Liberal        | 8          |                        |                        |                        |                        |                        |                        |                        |                        |
|  | Uniunea Ucrainenilor din România | 2          |                        |                        |                        |                        |                        |                        |                        |                        |
|  | Alianța pentru Unirea Românilor  | 2          |                        |                        |                        |                        |                        |                        |                        |                        |
|  | Partidul Social Democrat         | 1          |                        |                        |                        |                        |                        |                        |                        |                        |

## Recensământul din 1930
Componența etnică a comunei Vatra Moldoviței
     Români (60,32%)
     Germani (32,82%)
     Evrei (5,94%)
     Altă etnie (0,92%)
Componența confesională a comunei Vatra Moldoviței
     Ortodocși (59,57%)
     Romano-catolici (21,65%)
     Mozaici (5,98%)
     Evanghelici\Luterani (12,36%)
     Altă religie (0,44%)
Conform recensământului efectuat în 1930, populația comunei Vatra Moldoviței se ridica la 2.273 locuitori. Majoritatea locuitorilor erau români (60,32%), cu o minoritate de germani (32,82%) și una de evrei (5,94%). Alte persoane s-au declarat: ruteni (7 persoane), polonezi (3 persoane), maghiari (1 persoană) și ruși (4 persoane). Din punct de vedere confesional, majoritatea locuitorilor erau ortodocși (59,57%), dar existau și romano-catolici (21,65%), mozaici (5,98%), evanghelici\luterani (12,36%). Alte persoane au declarat: greco-catolici (3 persoane), adventiști (1 persoană) și religie nedeclartă (6 persoane).